# ارویته
شهر ارویته () در ناحیه سوشت ایالت نوردراین-وستفالن در کشور آلمان واقع شده است.

### شهرهای همسایه
- لیپ‌اشتات
- گزکه
- روتن
- آنروشته
- باد زاسندورف

## خواهرخواندگی
- آکن (آلمان)